# Inacustico Tour
Inacustico Tour è la diciannovesima tournée di Zucchero Fornaciari, collegata alla raccolta Inacustico D.O.C. & More e all'album D.O.C.

## Il tour
Annunciata ufficialmente il 4 giugno 2021, e anticipata dall'apparizione all'AmiCorti Film Festival 2021 di Peveragno, la tournée è partita dal Montreux Jazz Festival e ha toccato alcune città europee, con uno spettacolo in chiave acustica. Visti i buoni risultati delle prime tappe, a inizio settembre furono aggiunte ulteriori date italiane.

## Le date
- 11 luglio:  Svizzera, Montreux, Montreux Jazz Festival[6][7]
- 12 luglio:  Svizzera, Montreux, Montreux Jazz Festival[6]
- 13 luglio:  Svizzera, Montreux, Montreux Jazz Festival[6][7]
- 14 luglio:  Italia, Alba, Piazza Medford, Collisioni Festival[8]
- 16 luglio:  Spagna, Costa Brava, Porta Ferrada Sant Feliu de Guixols[9]
- 18 luglio:  Italia, Ferrara, Piazza Trento Trieste, Ferrara Summer Festival[10]
- 19 luglio:  Italia, Ferrara, Piazza Trento Trieste, Ferrara Summer Festival[10]
- 21 luglio:  Francia, Narbona, Festival Jazz à L’Hospitalet[11]
- 22 luglio:  Francia, Carcassonne, Festival de Carcassonne[12]
- 23 luglio:  Francia, Vitrolles, Festival Jardin Sonore (apertura: Élodie Rama)
- 25 luglio:  Monaco, Monte Carlo, Sporting Summer Festival[13]
- 26 luglio:  Svizzera, Sankt Moritz, Festival da Jazz at Kulm Parc[14]
- 28 luglio:  Francia, Marciac, Jazz in Marciac[15]
- 30 luglio:  Svizzera, Grindelwald, Grindelwald Fund[16][17]
- 20 settembre:  Italia, Taormina, Teatro antico[18]
- 21 settembre:  Italia, Taormina, Teatro antico[18]
- 22 settembre:  Italia, Roccella Ionica, Teatro al Castello[19]
- 24 settembre:  Italia, Verona, Arena di Verona[20]
- 25 settembre:  Italia, Verona, Arena di Verona[20]
- 26 settembre:  Italia, Marostica, Piazza degli Scacchi[21]
- 28 settembre:  Spagna, Siviglia, Plaza de España, Iconica Sevilla Fest[22]
- 30 settembre:  Spagna, Maiorca, Camp de Mar, Golf d'Antraxt
- 2 ottobre:  Italia, Macerata, Sferisterio di Macerata[23]
- 3 ottobre:  Italia, Macerata, Sferisterio di Macerata[23]
- 5 ottobre:  Italia, Otranto, Castello di Otranto, Oversound Festival
- 6 ottobre:  Italia, Firenze, Anfiteatro delle Casine, Ultravox Festival[5]

## La scaletta
La scaletta di seguito è relativa ai concerti di Ferrara.
- Testa o croce
- Il suono della domenica
- Un soffio caldo
- Spirito nel buio
- Soul Mama
- Ci si arrende
- Blu
- Voci
- Wonderful Life
- È un peccato morir
- You Never Can Tell[25]
- Indaco dagli occhi del cielo
- Don't Cry Angelina
- È delicato
- Facile / Rossa mela della sera
- Love is All Around / L'amore è nell'aria
- Dune mosse
- Diamante
- Il volo
- Baila
- Diavolo in me

Encore I
- Hey Man/Senza una donna
- Like the Sun

Encore II
- Un piccolo aiuto
- Everybody's Talkin' (cover live inedita del brano di Fred Neil)

Encore III
- Un pugno di sabbia / Dio è morto[28] (cover live inedite dei Nomadi)
- You Are so Beautiful

## Formazione
- Zucchero – voce, chitarra, pianoforte
- Kat Dyson – chitarre, cori
- Doug Pettibone – pedal steel guitar, lap steel guitar, chitarra, cori